# Cláudio Ferreti
Cláudio de Lima Sírio (Angra dos Reis, 27 de setembro de 1960) mais conhecido como Cláudio Ferreti é um engenheiro e político brasileiro. Ele é o atual prefeito de Angra dos Reis pelo partido Movimento Democrático Brasileiro (MDB).

## Biografia e carreira
Ferreti é graduado em engenharia civil pela Universidade Católica de Petrópolis e pós-graduação em gestão pública pela Universidade Candido Mendes.
O político é casado com Elisabeth Brito, também engenheira, com quem tem três filhos.
Ferreti entrou na prefeitura 2 de fevereiro de 1985, onde trabalhou como engenheiro, secretário e subsecretário de Obras, diretor de projetos, gerente de obras, secretário de Desenvolvimento Urbano e secretário de Governo.
Em de agosto de 2023, Ferreti filiou-se ao Movimento Democrático Brasileiro (MDB) já com interesse em lançar-se como candidato a prefeito. Anteriormente, ele estava sem partido e que nunca havia sido candidato a nenhum cargo político na cidade. Em março de 2024, Cláudio Castro, então Governador do Rio de Janeiro, sinalizou seu apoio à candidatura do político. Já o ex-presidente Jair Bolsonaro, então filiado ao Partido Liberal (PL), opôs-se à candidatura de Ferreti, que era apoiado Fernando Jordão (MDB), ex-aliado de Bolsonaro.
Ferreti lançou oficialmente sua pré-candidatura à Prefeitura de Angra dos Reis em 16 de maio de 2024 pelo MDB apoiado por Fernando Jordão, então prefeito de Angra, e da deputada estadual Célia Jordão, então primeira-dama do município. Também apoiaram a pré-candidatura os partidos Progressistas (PP), Podemos (PODE), Partido Renovação Democrática (PRD), Agir e Solidariedade, formando a coligação "Angra no Caminho Certo”.

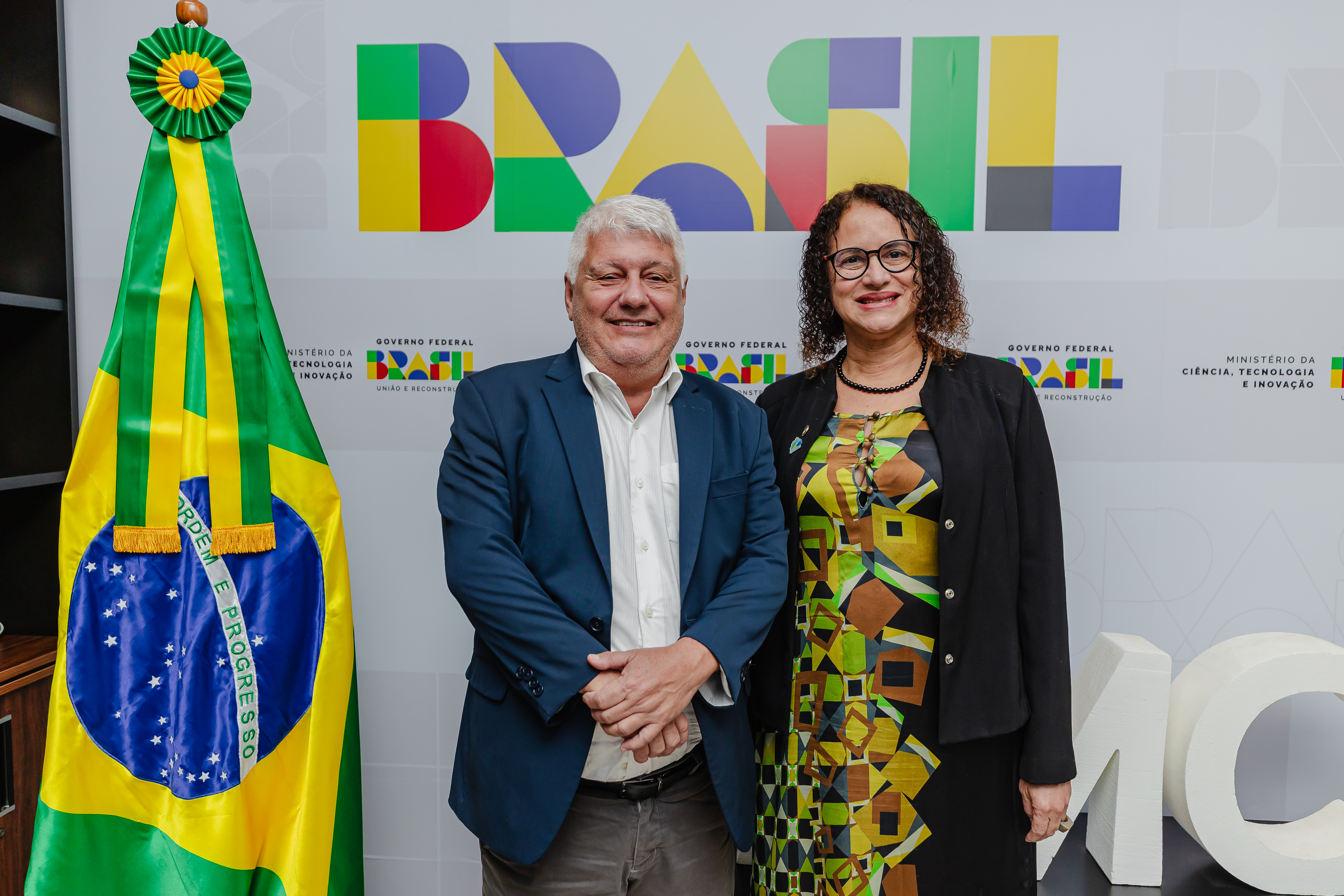
Ferreti em audiência com Luciana Santos, então Ministra da Ciência, Tecnologia e Inovação (2025)

A candidatura foi oficializada pelo MDB em agosto de 2024, tendo Jorge Eduardo Mascote (PP), como vice da chapa. Porém, em setembro, Jorge Mascote teve seu registro de candidatura impugnado pela Justiça Eleitoral atendendo à uma solicitação do Ministério Público, pois foram encontradas irregularidades nas contas quando Jorge presidiu a Câmara Municipal, entre os anos de 2013 e 2014, tornando-o inelegível. Jorge Mascote retirou sua candidatura e foi substituído na chapa pelo seu irmão, o advogado Luís Eduardo Mascote (PP), que antes concorria como vereador. Entretanto, três dias após anunciar Luís Mascote, o partido anunciou nova troca de vice na chapa, colocando Rubinho Metalúrgico (MDB) em seu lugar. Mas, apenas dois dias após o registro, a candidatura de Rubinho Metalúrgico também chegou a ser impugnada pela 147ª Zona Eleitoral de Angra dos Reis sob a alegação de que a escolha de Rubinho não ocorreu de acordo com as leis eleitorais.
Em 6 de outubro de 2024, Cláudio Ferreti foi eleito prefeito de Angra dos Reis com 40.681 votos  (42,41% dos votos válidos), vencendo o candidato bolsonarista Renato Araújo (PL), que recebeu 39.579 votos (41,27%). Ferreti foi diplomado, junto ao vice, Rubinho Metalúrgico, e os vereadores eleitos em 11 de dezembro de 2024 no plenário da Câmara Municipal. O político tomou posse em 1 de janeiro de 2025 em cerimônia realizada no Iate Clube Aquidabã.
Em dezembro, o Tribunal Regional Eleitoral (TRE) decidiu pelo deferimento da candidatura de Rubinho Metalúrgico, legitimando-o como vice-prefeito eleito da cidade. Em fevereiro de 2025, o TRE negou o último recurso que cabia ao ex-candidato Renato Araújo contra a candidatura de Rubinho.